# فرانسوا دو مالرب
فرانسوا دو مالرب (به فرانسوی: François de Malherbe) شاعر نیمهٔ دوم قرن شانزدهم و نیمهٔ اول قرن هفدهم میلادی اهل فرانسه است.

## زندگی‌نامه
فرانسوا دو مالرب مالرب در سال ۱۵۵۵ در شهر کان (فرانسه) زاده شد. در ۱۵۷۹ در معیت هانری آنگولم (Henri d'Angoulême)، پسر غیررسمی آنری دوم از معشوقه‌اش جین استوارت (Jane Stuart)، که فرمانروای پروانس شده بود، به این خطه رفت و تا مرگ هانری آنگولم در ۱۵۸۵ ملازم خاندان او باقی ماند؛ پس از آن هانری چهارم او را مورد حمایت قرار داد.
مالرب در سال ۱۶۰۵ به دربار هانری پنجم راه یافت و تحت حمایت ماری دو مدیسی (یا ماری مدیچی) و لوئی سیزدهم قرار گرفت. اودر جهت اصلاح زبان و قواعد شعر فرانسه کوشید. او از نوآوری‌های شاعران پلیاد انتقاد می‌کرد و شکل دوازده هجایی را قالب معیار شعر فرانسوی قرار داد. مالرب در ۱۶ اکتبر ۱۶۲۸ در پاریس درگذشت.